# Birwinken
Birwinken (in der ostschweizerischen Ortsmundart Berwingge [ˈberˌʋɪŋkə]) ist eine politische Gemeinde und eine Ortschaft im Bezirk Weinfelden des Schweizer Kantons Thurgau. Die seit 1995 bestehende Gemeinde umfasst die ehemalige Munizipalgemeinde Birwinken mit deren ehemaligen Ortsgemeinden Andwil, Birwinken, Happerswil-Buch, Klarsreuti und Mattwil, während die ehemalige Ortsgemeinde Guntershausen bei Birwinken seit 1995 zu Berg gehört und nun Guntershausen bei Berg heisst.
Die Gemeindeverwaltung befindet sich in Mattwil.

## Geografie
Die Haufensiedlung Birwinken liegt am Südhang des Seerückens zwei Kilometer östlich der Station Berg auf einer Geländeterrasse. Die Nachbargemeinden von Birwinken sind im Norden Lengwil, im Osten Langrickenbach, im Süden Erlen, im Südwesten Sulgen, im Westen Bürglen und Berg.

## Geschichte

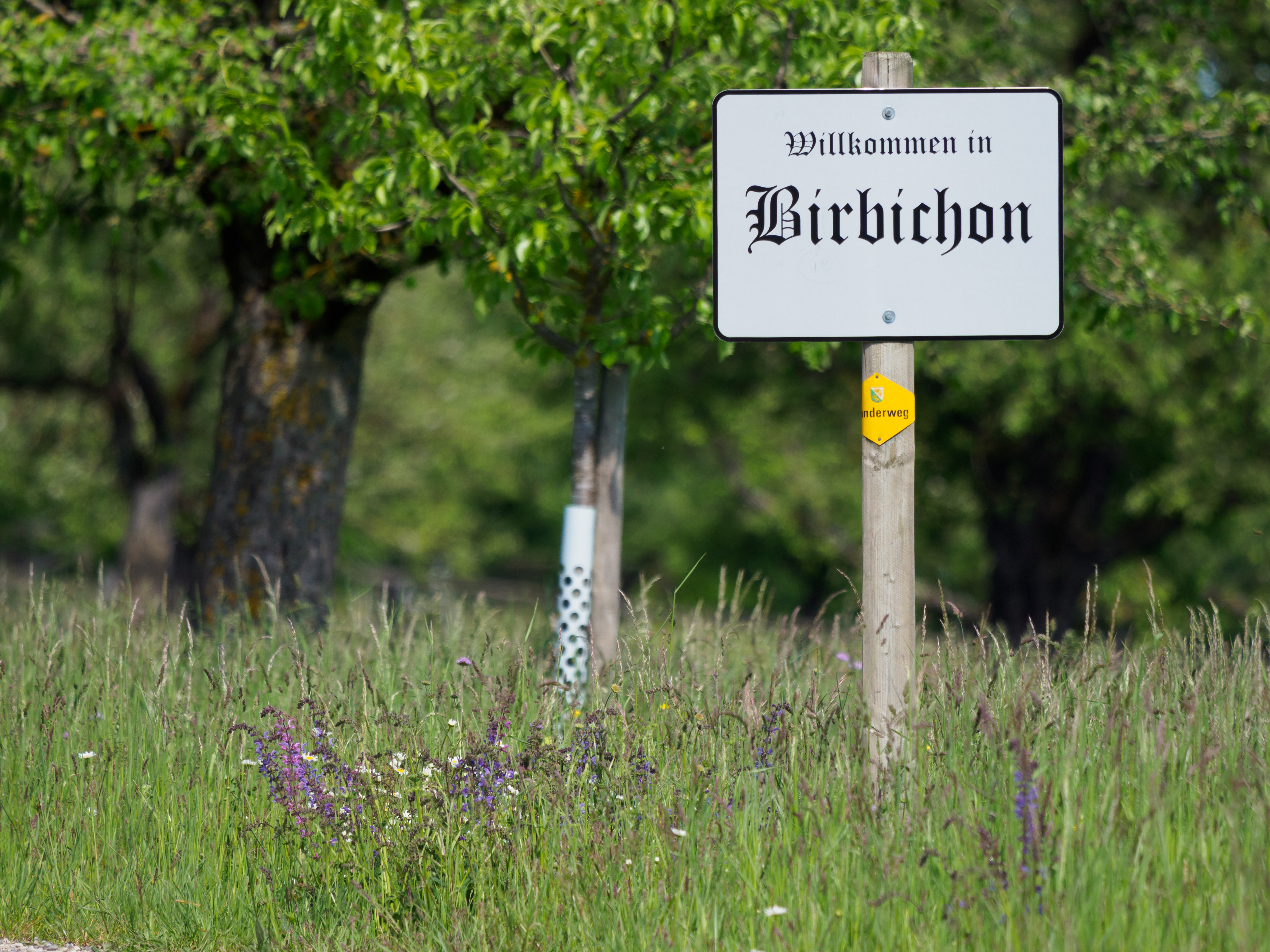
Willkommen in Birbichon

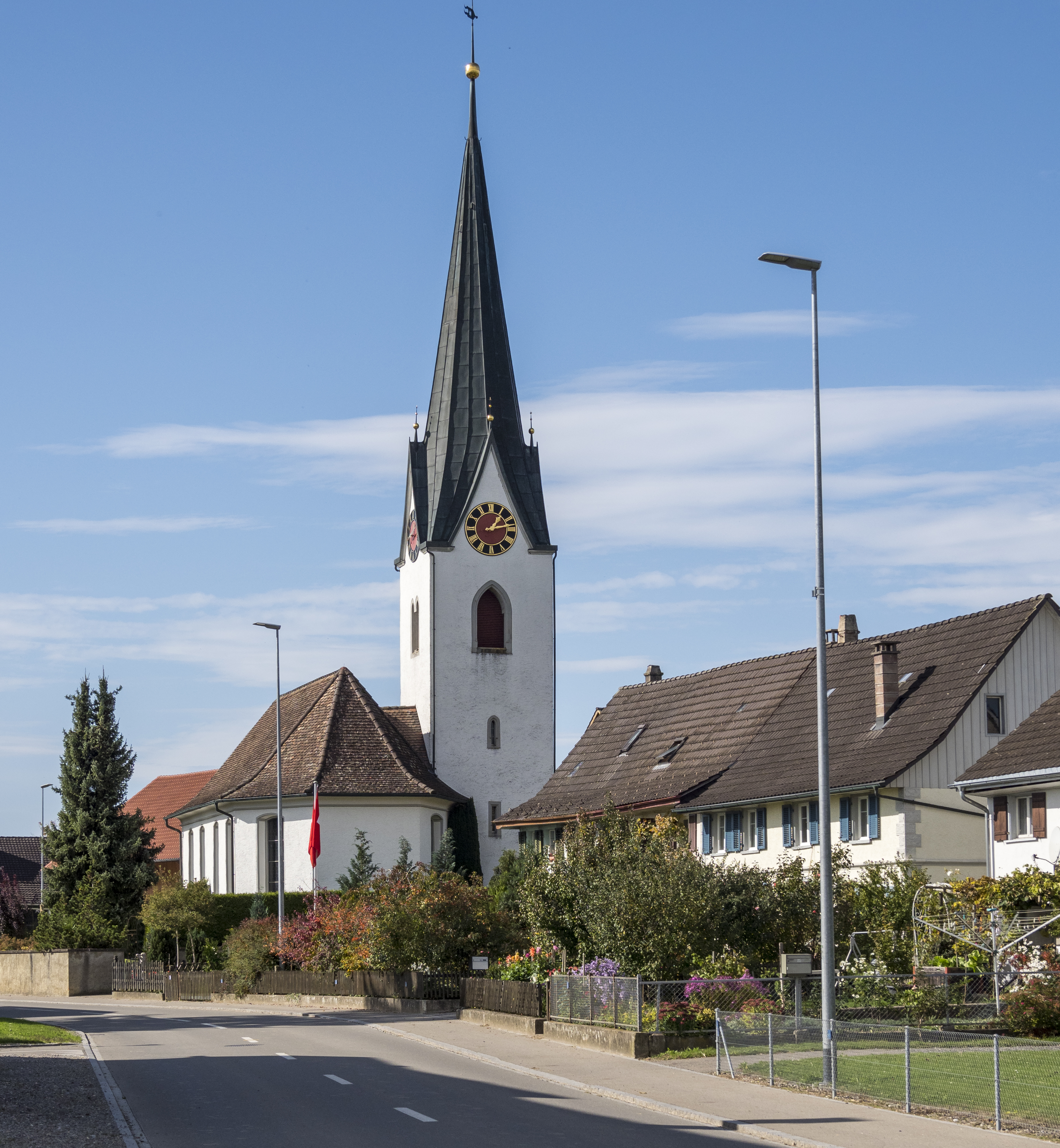
Birwinken, Hauptstrasse mit Kirche und Häusern des 19. Jahrhunderts

Birwinken findet sich erstmals 1275 als Birbichon erwähnt. Ob das schon 822 bezeugte Wirinchova mit Birwinken identisch ist, ist fraglich, da die meisten der in der gleichen Urkunde genannten Orte in einer anderen Gegend liegen. Im Kern des Ortsnamens steckt der männliche Personenname Wirwino, ergänzt um das Sippensuffix -ing und althochdeutsch hofun ‚[bei den] Höfen‘; seine Bedeutung ist demnach ‚bei den Höfen der Sippe des Wirwincho‘.
Birwinken gehörte im 14. Jahrhundert mit Dotnacht zur entfernt gelegenen Herrschaft Spiegelberg bei Weingarten und gelangte nach verschiedenen Besitzerwechseln um 1640 von den Muntprat aus Konstanz an die Stadt Zürich. Diese unterstellte das niedere Gericht Birwinken, zu dem auch Dotnacht und Teile von Oberriedt zählten, 1649 der Verwaltung des Obervogts zu Weinfelden, so dass Birwinken bis 1798 das politische Schicksal der Herrschaft Weinfelden teilte. 1803 bis 1816 war Birwinken Kreishauptort.
Spätestens im 12. Jahrhundert wurde eine Kirche gebaut. Um 1400 wurde die ab 1275 belegte Pfarrei dem Augustinerkloster Konstanz inkorporiert und bis zur Reformation 1529 von einem Mönch versehen. Nachdem vorübergehend für Birwinken und dessen Filiale Andwil ein Prädikant angestellt worden war, verlor die Pfarrei 1578 ihre Selbstständigkeit und ist seither Filiale von Langrickenbach. Die zugezogenen Katholiken gehören seit 1869 zu Berg.
Im 19. Jahrhundert erlangten neben dem Ackerbau auch Obstbau und Viehwirtschaft Bedeutung. 1848 entstand eine Käserei. 1878 boten eine Weberei und drei Stickereien 165 Arbeitsplätze, doch führten der Niedergang der Textilindustrie und die verkehrstechnische Randlage im 20. Jahrhundert zu starker Abwanderung, so dass Birwinken seinen bäuerlichen Charakter bewahrt hat. 1990 arbeiteten 63 % der in Birwinken Erwerbstätigen im ersten Wirtschaftssektor.
→ siehe auch Abschnitte Geschichte in den Artikeln Andwil TG, Happerswil-Buch, Klarsreuti und Mattwil

## Wappen
Blasonierung: In Blau eine weisse Birne mit weissem, zweiblättrigem, abwärts gerichtetem Stiel.
Das redende Wappen Birwinkens ist bereits im 16. Jahrhundert bezeugt. Die Farben nehmen Bezug auf die Stadt Zürich. Vor der Bildung der politischen Gemeinde beschloss der Gemeinderat der Munizipalgemeinde Birwinken 1994, das Wappen auch für die neue Gemeinde beizubehalten.

## Bevölkerung
| Hier fehlt eine Grafik, die leider im Moment aus technischen Gründen nicht angezeigt werden kann. Wir arbeiten daran! |

|                     | 1722    | 1850  | 1888  | 1900  | 1941  | 1950  | 1990  | 2000   | 2010   | 2018   | 2023   |
| ------------------- | ------- | ----- | ----- | ----- | ----- | ----- | ----- | ------ | ------ | ------ | ------ |
| Politische Gemeinde |         |       |       |       |       |       |       | 1216   | 1298   | 1321   | 1392   |
| Munizipalgemeinde   |         | 1333  | 1604  | 1407  | 1202  | 1261  | 1213  |        |        |        |        |
| Ortsgemeinde        | ca. 210 | 203   | 294   | 246   |       | 206   | 162   |        |        |        |        |
| Quelle              | [ 8 ]   | [ 8 ] | [ 8 ] | [ 8 ] | [ 8 ] | [ 8 ] | [ 8 ] | [ 10 ] | [ 10 ] | [ 10 ] | [ 11 ] |

Von den insgesamt 1392 Einwohnern der Gemeinde Birwinken am 31. Dezember 2023 waren 200 bzw. 14,4 % ausländische Staatsbürger. 619 (44,5 %) waren evangelisch-reformiert und 210 (15,1 %) römisch-katholisch. Die Ortschaft Birwinken zählte zu diesem Zeitpunkt 190 Bewohner.

## Wirtschaft
Im Jahr 2016 bot Birwinken 254 Personen Arbeit (umgerechnet auf Vollzeitstellen). Davon waren 44,6 % in der Land- und Forstwirtschaft, 23,7 % in Industrie, Gewerbe und Bau sowie 31,7 % im Dienstleistungssektor tätig.

## Sehenswürdigkeiten

Luftbild aus dem Jahr 1964

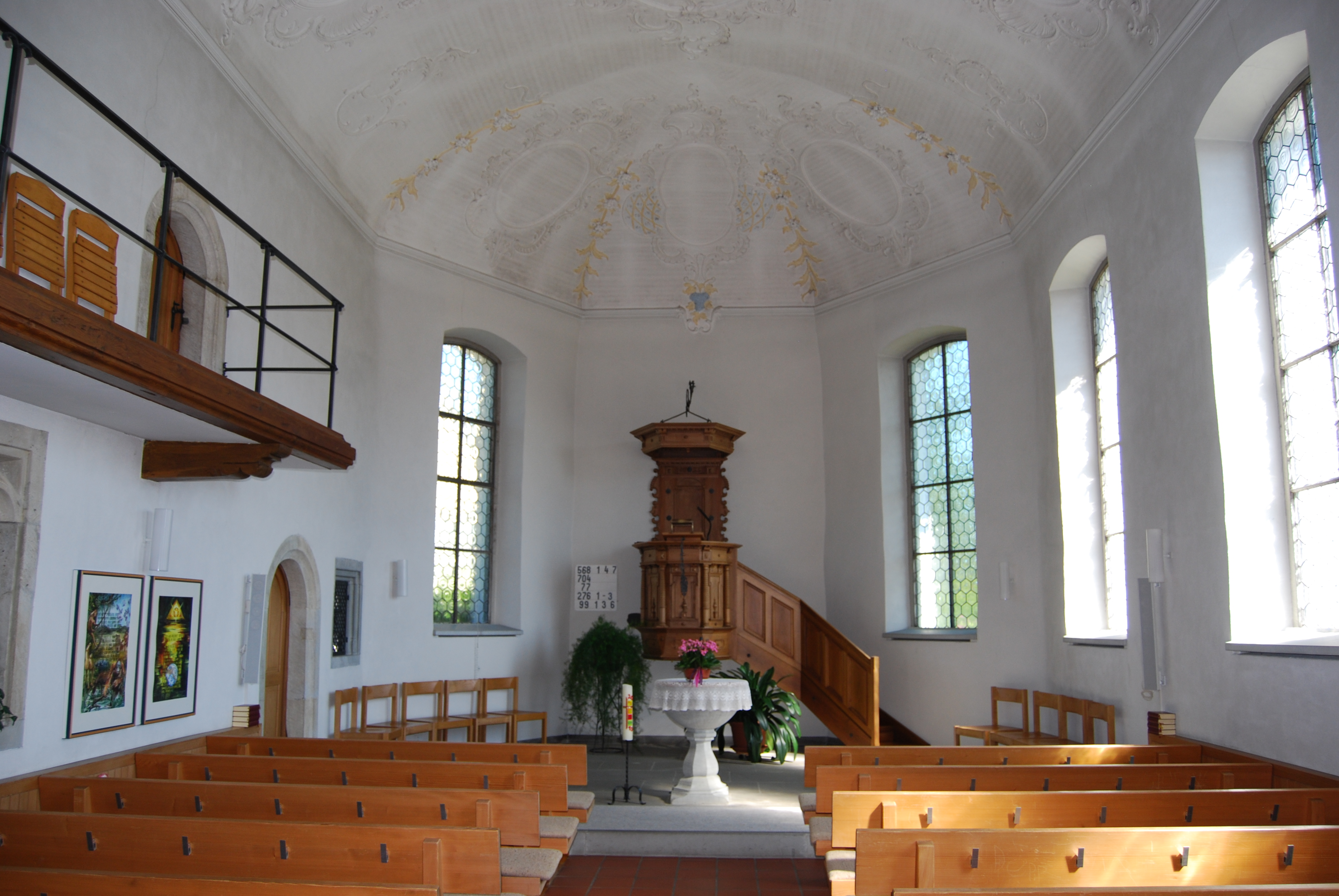
Innenansicht der reformierten Kirche
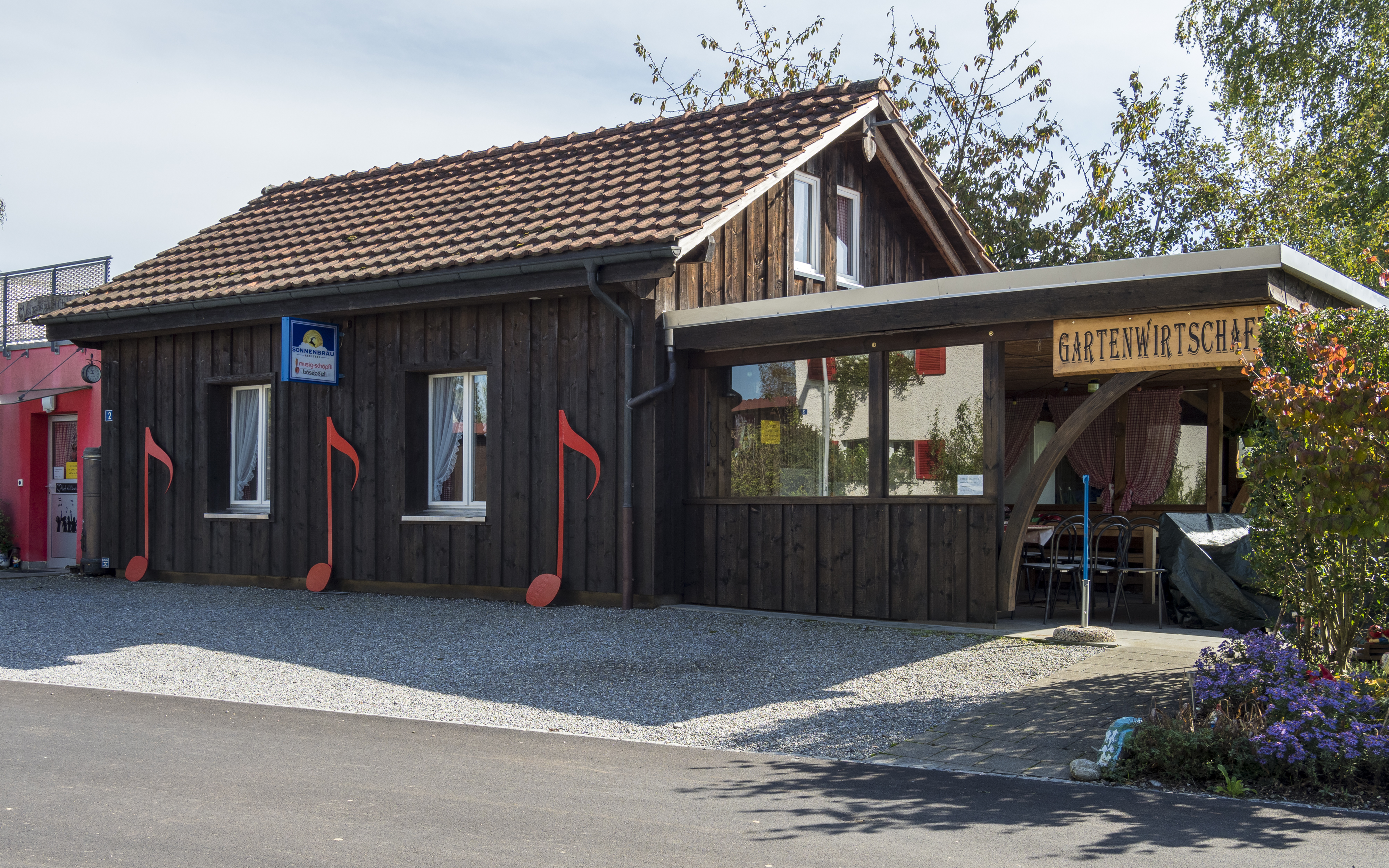
«Musig-Schöpfli» in Birwinken
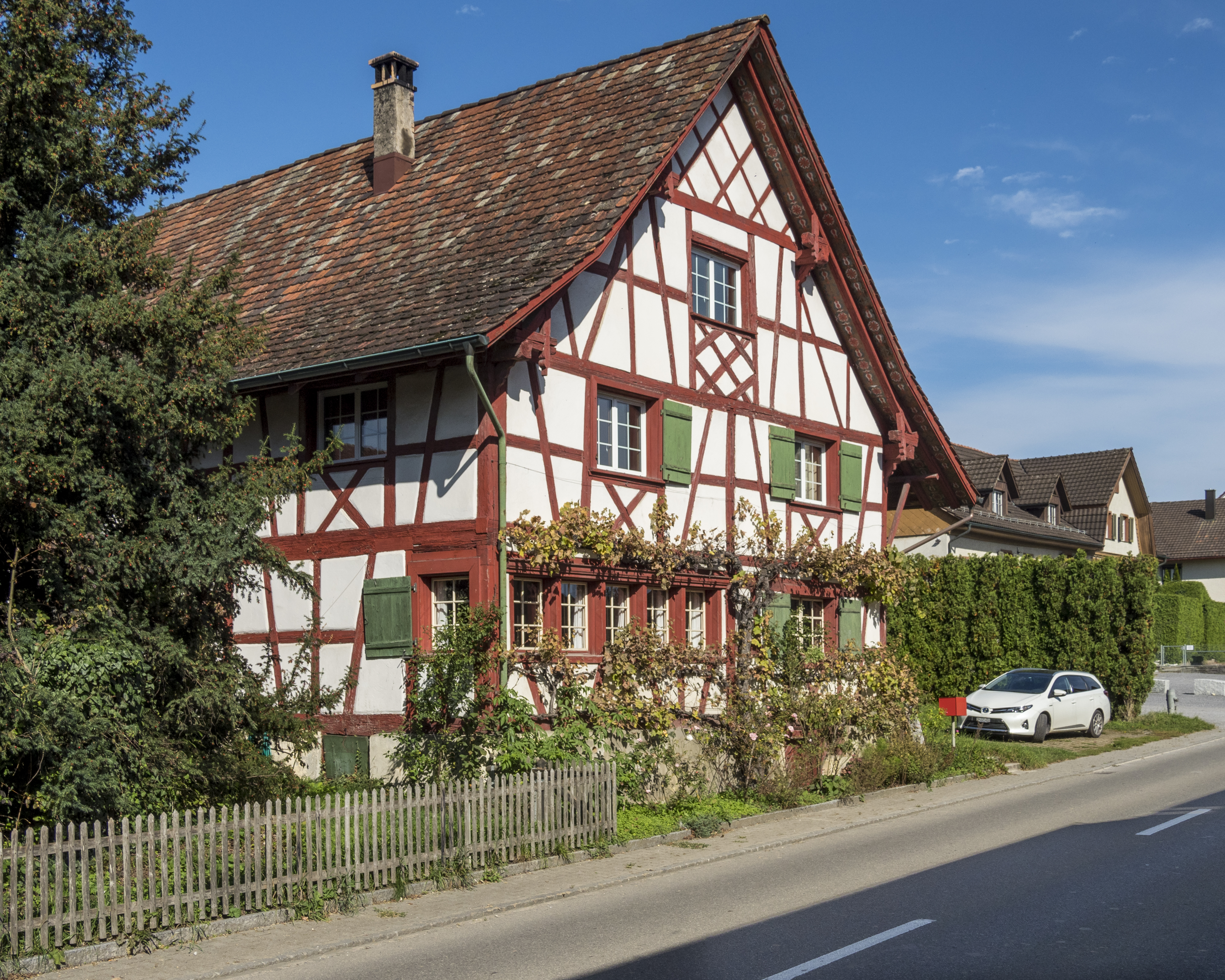
Dorfstrasse 28 in Mattwil
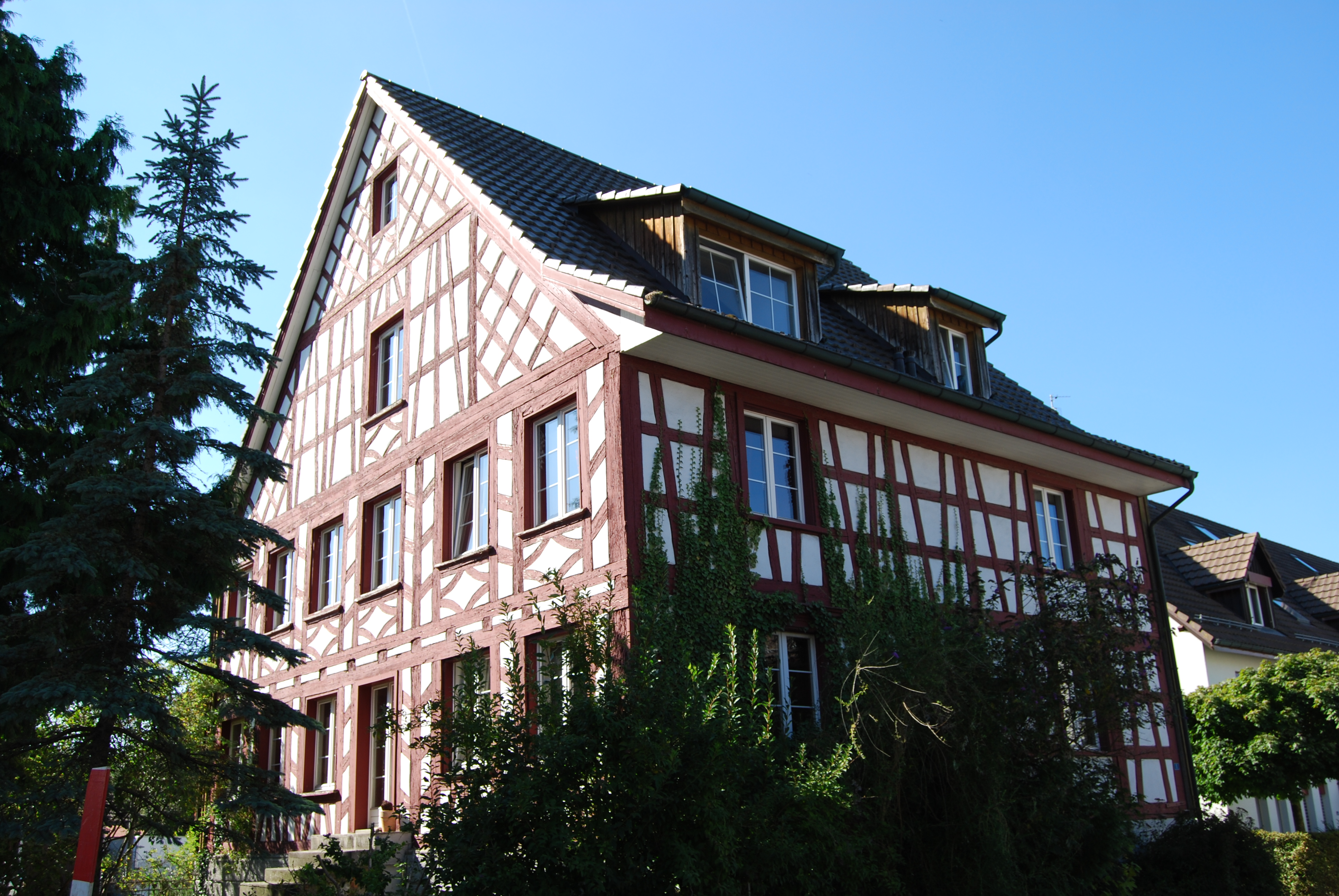
Fachwerkhaus in Mattwil
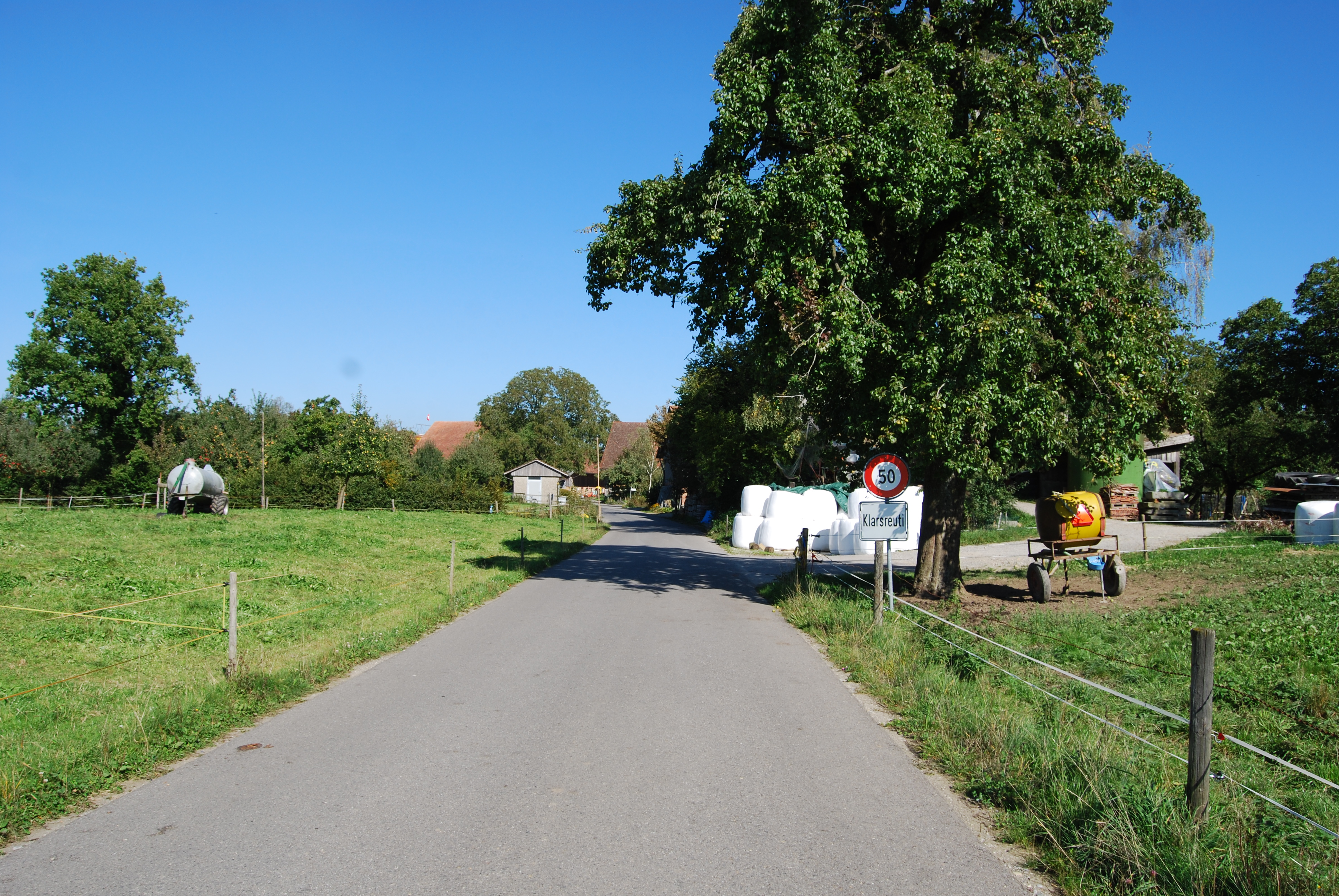
Klarsreuti

## Persönlichkeiten
- Stefan Keller (* 1958 in Birwinken), Schriftsteller, Journalist und Historiker